# Felipe Gómez Isa
Felipe Gómez Isa ist ein spanischer Rechtswissenschaftler. Er lehrt als Titularprofessor Völkerrecht an der Universidad de Deusto in Bilbao und forscht am dort angesiedelten Institut für Menschenrechte Pedro Arrupe. Als Experte war er Mitglied der Arbeitsgruppe der Vereinten Nationen zur Ausarbeitung des Zusatzprotokolls zum Übereinkommen zur Beseitigung jeder Form von Diskriminierung der Frau. Seine Forschungsschwerpunkte liegen im Bereich des internationalen Menschenrechtsschutzes und der Rechte indigener Völker.

## Werke (Auswahl)
- Los acuerdos de asociación con Europa Central: repercusiones sobre el sector agrícola del País Vasco, Bilbao 1994 (zusammen mit Eduardo Estrade Amezaga und Ander Jiménez Marcos)
- La Declaración universal de los derechos humanos: un breve comentario en su 50 aniversario, Bilbao 1997 (zusammen mit Jaime Oraá Oraá)
- El derecho al desarrollo: entre la justicia y la solidaridad, Bilbao 1998
- El derecho al desarrollo como derecho humano en el ámbito jurídico internacional, Bilbao 1999
- La participación de los niños en los conflictos armados: el Protocolo facultativo a la Convención sobre los Derechos del Niño, Bilbao 2000
- La Declaración Universal de Derechos Humanos, Bilbao 2002 (zusammen mit Jaime Oraá Oraá)
- El caso Awas Tingni contra Nicaragua: nuevos horizontes para los derechos humanos de los pueblos indígenas, Bilbao 2003 (Herausgeber)
- La protección internacional de los derechos humanos en los albores del siglo XXI, Bilbao 2003 (Herausgeber, zusammen mit José Manuel Pureza)
- El Consejo de Derechos Humanos: oportunidades y desafíos/The Human Rights Council: challenges and opportunities, Bilbao und Madrid 2006 (Herausgeber, zusammen mit Jessica Almqvist)
- El derecho a la memoria, Bilbao 2006 (Herausgeber)
- International protection of human rights: achievements and challenges, Bilbao 2006 (Herausgeber, zusammen mit Koen de Feyter)
- La Declaración universal de derechos humanos, Bilbao 2008 (zusammen mit Jaime Oraá Oraá)
- Colombia en su laberinto: una mirada al conflicto, Madrid 2008
- Incorporando los Derechos Humanos en las instituciones financieras y de comercio internacionales: logros y perspectivas, Bilbao 2008
- International Human Rights Law in a global context, Bilbao 2008 (Herausgeber, zusammen mit Koen de Feyter)